# Hermann von Meyer

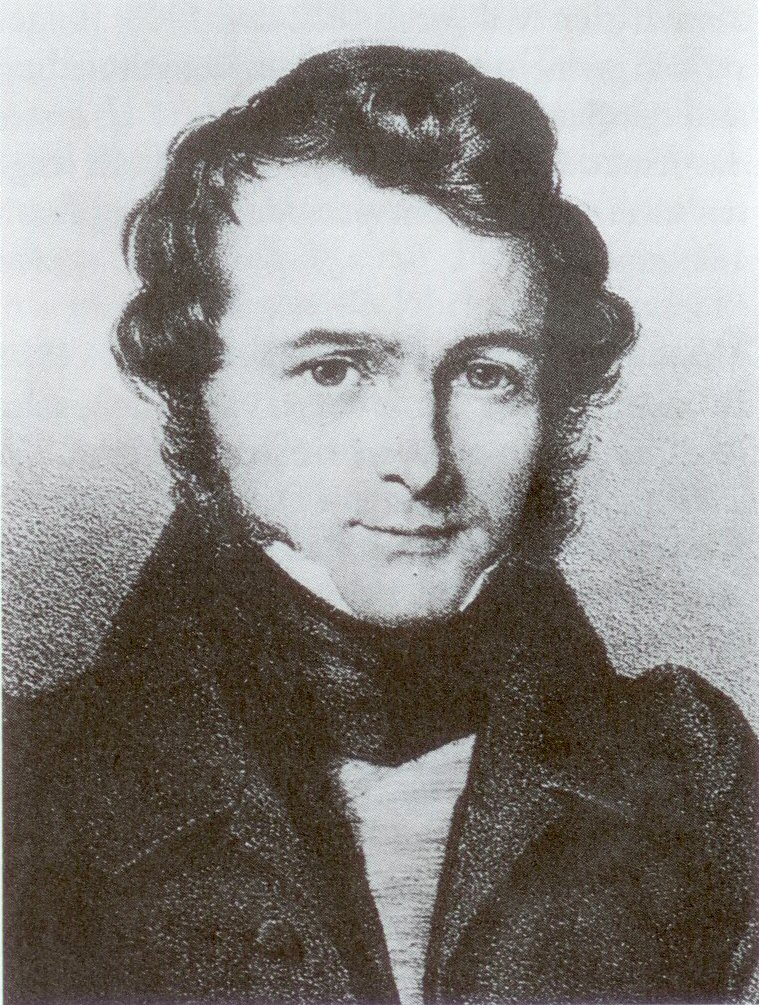
Hermann von Meyer

Christian Erich Hermann von Meyer (Frankfurt am Main, 3 september 1801 – aldaar, 2 april 1869) was een Duitse vertebraten-paleontoloog.

## Biografie
Von Meyer was de zoon van Johann Friedrich von Meyer (1772–1849), een advocaat, politicus en protestantse theoloog, die bekendheid verwierf met zijn vertaling van de Bijbel in 1819 ('Bibles-Meyer'). Na het volgen van de middelbare school in Frankfurt studeerde Hermann von Meyer natuurwetenschappen in Heidelberg, München en Berlijn. In 1825 werd hij lid van het Senckenberg Gesellschaft für Naturforschung en wijdde hij zich aan de paleontologie. Hij zocht en onderzocht fossielen en ontwikkelde paleontologie als een onafhankelijke biologische discipline. Hij beschreef en benoemde onder andere Plateosaurus, een geslacht van sauropodomorfe dinosauriërs en, na de ontdekking van een fossiele veer in de lithografische leisteen van Solnhofen, het geslacht Archaeopteryx in 1861, de oudste bekende vogel tot nu toe.
Hij schreef meer dan driehonderd wetenschappelijke beschrijvingen, die worden gekenmerkt door grote zorg en nauwkeurigheid en werden aangevuld met door hem gemaakte hoogwaardige illustraties. Vanaf 1846 publiceerde hij Palaeontographica Beiträge zur Naturgeschichte der Vorwelt met Wilhelm Dunker in Kassel.
Naast zijn wetenschappelijke werk bekleedde hij talloze publieke functies. Hij werkte vanaf 1837 bij de Duitse Bondsdag in Frankfurt am Main als 'bondskascontroleur' en vanaf 1863 als 'bondskassier'. In de Oostenrijks-Pruisische Oorlog in 1866 bracht hij de bondskas in veiligheid voor het Pruisische leger en bracht deze over naar Ulm, later naar Augsburg. Na het einde van de oorlog kreeg hij de opdracht om de kas te liquideren en ging hij vervolgens met de andere federale ambtenaren met pensioen.

## Onderscheidingen en lidmaatschappen
Hermann von Meyer was lid van de Gesellschaft Deutscher Naturforscher und Ärzte. In 1829 werd hij benoemd tot lid van de Leopoldina. In 1845 ontving hij een eredoctoraat van de Filosofische Faculteit van de Universiteit van Würzburg. In 1858 ontving hij de Wollaston Medal van de Geological Society of London. In 1860 werd hij gekozen tot overeenkomstig lid van de Academie van Wetenschappen in Göttingen. Sinds 1863 draagt een berg in Nieuw-Zeeland ter ere van hem de naam Mount Meyer.
- Bibliothèque nationale de France: cb107411101 (data)
- Stuttgart Database of Scientific Illustrators 1450–1950: 7261
- Gemeinsame Normdatei: 117555983
- International Standard Name Identifier: 0000 0001 0966 6632
- Library of Congress Control Number: n87828891
- Nederlandse Thesaurus van Auteursnamen: 141599375
- SNAC: w6w393mn
- Système universitaire de documentation: 085595950
- Virtual International Authority File: 42618302
- WorldCat: E39PBJpDM8GCyJpMgPTvv3cpT3